# Синдром альфа-талассемии и умственной отсталости
Синдром альфа-таласемии и умственной отсталости, также известный как синдром ATR-X (англ. X-linked alpha-thalassemia/mental retardation syndrome, Alpha-thalassemia mental retardation syndrome (ATRX), ATR-X syndrome) — генетический синдром, включающий в себя умственную отсталость, альфа-талассемию, нарушения скелета, дисморфные черты лица и аутизм. Бывает только у мальчиков.

## Причины
ATR-X синдром вызывается мутацией в гене ATRX, расположенном на X-хромосоме (Xq13). Белок, кодируемый геном ATRX, участвует в процессе метиляции ДНК и влияет на экспрессию многих генов, в том числе на ген альфа-глобина.